# Finta József
Finta József (Kolozsvár, 1935. június 12. – Budapest, 2024. január 7.
) a Nemzet Művésze címmel kitüntetett Kossuth-, kétszeres Ybl Miklós- és Prima Primissima díjas magyar építész, az MTA és az MMA rendes tagja.

## Életpályája
Édesapja, Finta Gerő magyar-latin szakos tanár volt (emellett költőként és műfordítóként is tevékenykedett), édesanyja közgazdász egyetemi tanulmányokkal, a református kollégium titkárnője volt. 1941-ben Nagyváradra, 1944-ben a háború elől menekülve Budapestre költöztek. 1945 és 1952 között a budapesti Lónyay utcai Református Gimnázium tanulója volt. 1953-ban – a gimnázium megszűnése miatt – a József Attila Gimnáziumban érettségizett.
Írónak, festőnek készült, de atyai tanácsra jelentkezett az Építőipari Közlekedési Műszaki Egyetem Építész Karára. 1953 és 1958 között – előbb Rákosi-, majd Népköztársasági ösztöndíjasként – végezte el az egyetemet. Két évig a Bardon Alfréd által vezetett Rajzi Tanszéken demonstrátor volt. 1958-ban szerezte meg diplomáját. Diplomaterve alapján – id. Janáky István javaslatára – felvették a MÉSZ Mesteriskola III. ciklusára (1958–1960). Ekkor hívta a LAKÓTERV akkori igazgatója a Lakó- és Kommunális Épülettervező Vállalathoz, ahol Zilahy István lett a mestere.

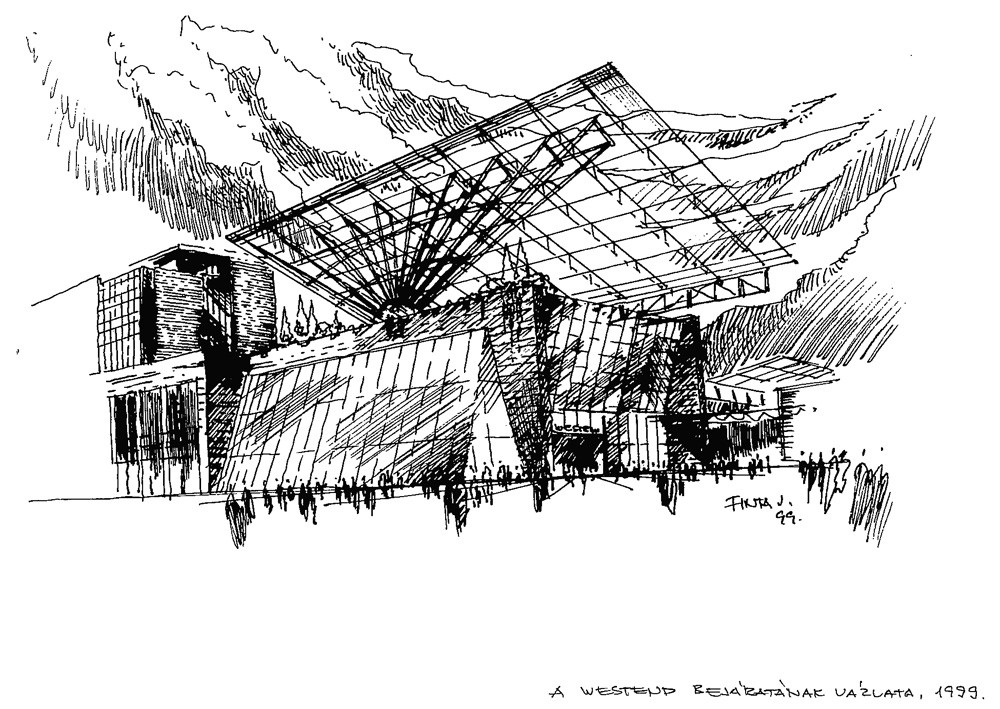
Westend 1. variáció. Bejárat részlet. 1999. **

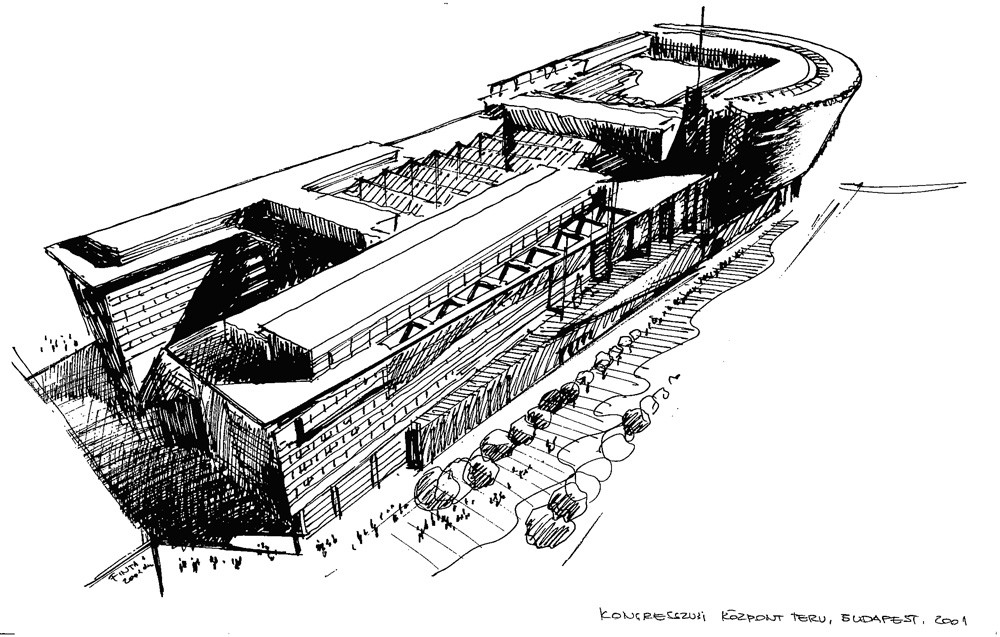
Kongresszusi központ 2001. **

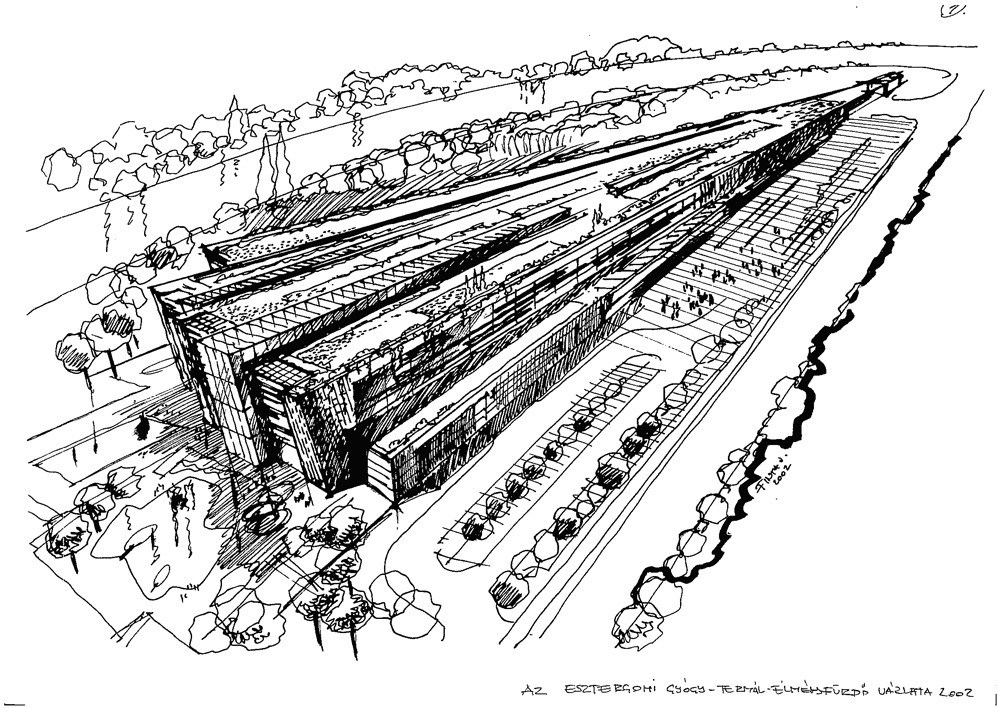
Esztergomi gyógy-, termál- és élményfürdő. 2002. **

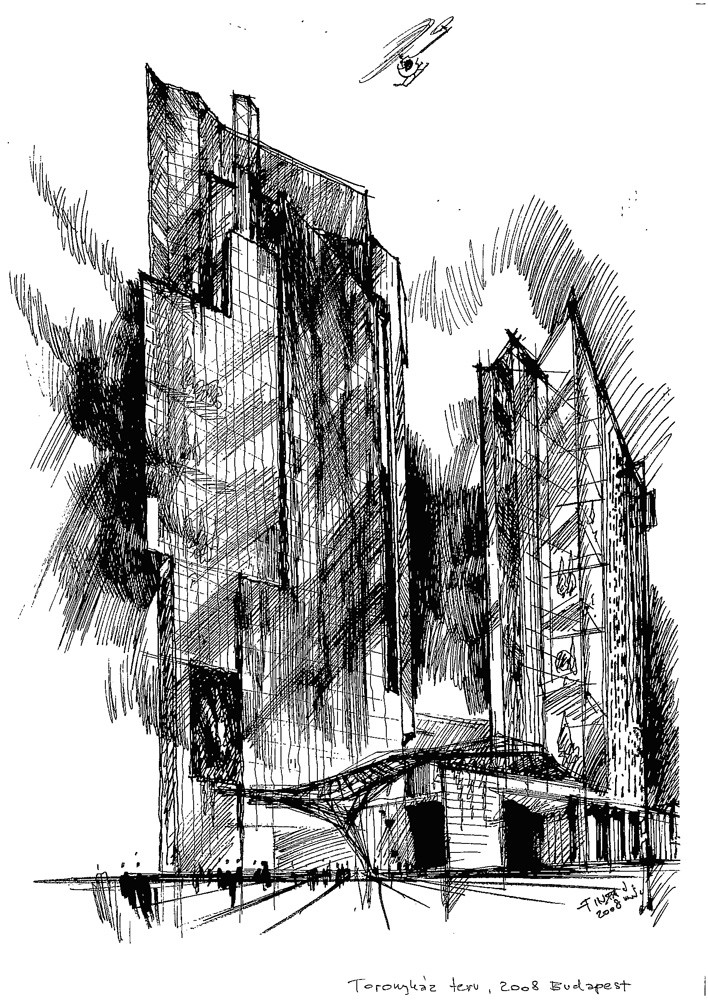
Toronyház. 2008. **

### Építészi pályafutása
„Erdélyiségem, ilyetén kötődéseim – amelyek máig élnek bennem – »műszaki életrajzom« szerves részét képezik.”
Építészi munkásságát 1958-ban a LAKÓTERV-ben kezdte, ahol közel harminchat évig dolgozott. Eleinte tervezői, majd műteremvezetői és végül igazgatóhelyettes-főépítész beosztásban. Már a kezdetektől sikeresnek számított. 1961-ben tervezett dunaújvárosi garzonháza meghozta az első sikerét. 1965-ben Ybl Miklós-díjat kapott. A LAKÓTERV egyik legtöbbet foglalkoztatott építésze lett, melyhez hozzájárult szakmai elkötelezettsége és hatalmas munkabírása is. Országosan ismert építésszé a Duna InterContinental szálló (1966–1969) tette (ma: Budapest Marriott Hotel).
Már 1966-ban a MÉSZ vezetőségi tagjává választották, melynek nyolc évig elnökségi tagja is volt. 1970-től kezdve folyamatosan épültek szállodái (2012-ben lebontott Hotel Volga, Hotel Fórum, Hotel Voronyezs, Hotel Buda Penta (ma Mercure Buda), Hotel Novotel, Hotel Liget (ma Ibis Heroes Square), Grand Hotel Corvinus Kempinski (ma: Kempinski Hotel Corvinus) stb.).
A 80-as, 90-es évek fordulóján egyre több nagyszabású épület tervezését vállalta. 1994 végén megalapította a Finta és Társai Építész Stúdió Kft.-t, mely negyvenfős irodává nőtte ki magát. Ezen időszak legjelentősebb munkái: ORFK-BRFK Székháza („Rendőrpalota”), a számtalan szakmai díjjal kitüntetett, ikonikus plázaépület, a WestEnd City Center, BME-ELTE (ma már csak a BME) Informatikai épülete, valamint a Képviseleti Irodaház (ma City Center). Ez utóbbi épülettel kapcsolatban az Építészfórumon a következő vélemény látott napvilágot: „óriási szerencséje a városnak, hogy a posztmodern megérkezett Finta József építészetébe, így téglaburkolatos, ablaktalan modernista bütüfal helyett egy újszerűségében is tradicionális saroképület született.”
Sikeres építészeti pályafutása meghozta az elismeréseket: 1985-ben címzetes egyetemi docenssé nevezték ki. 1991-ben az Amerikai Építészeti Intézet tiszteletbeli tagja és címzetes egyetemi tanár lett. Több cikluson keresztül a MÉSZ Mesteriskola vezető építésze is volt.

„Életműve arányaiban és méreteiben is kiemelkedő jelentőségű. Ars poeticája szerint az építész feladatának lényege, hogy hasznosat alkosson, és ebben mindenekelőtt a funkcionalizmusba vetett hit segítheti.””

„A szakmát egy legendás modernista generációtól tanulta, majd alkotásai révén vált ő is annak teljes jogú tagjává. Soha nem a pillanatnak tervezett, alkotásai időn kívüliek, egész életében a hosszú távon érvényesnek tartott értékeket kutatta” – írta a halálakor kiadott megemlékezésében a Finta Stúdió, az általa létrehozott szakmai csoportosulás. Rámutattak, hogy „a legutóbbi időkig töretlenül lelkesedett minden új dologért, miközben folyamatosan a maradandót és az időtlent próbálta megtalálni bennük”.
Elméleti munkássága is jelentős, több könyve jelent meg és számos tanulmányát közölték hazai s külföldi szaklapokban. Grafikusi munkássága is jelentős, rajzai több önálló és csoportos kiállításon szerepeltek.

### Közéleti pályafutása
Műszaki közéleti pályafutása jelentős. 1984-ben a műszaki tudományok doktora, 1985-ben a Magyar Tudományos Akadémia levelező, majd 1995-ben annak rendes tagjává választották. Több éven keresztül vezette az MTA Építészettörténeti és Műemléki Bizottságát. Alapító tagja a Magyar Művészeti Akadémiának. A BME címzetes egyetemi tanáraként tagja az EHB-DT-, és a Kari Doktori és Habilitációs Bizottságnak, valamint a Mestertestületnek. Tagja – többször elnöke – a BME és a Pécsi Építész Kar diploma és DLA bizottságának valamint a Professzorok Batthyány Körének.
Politikailag csak későn lett aktív, 1985-ben országgyűlési pótképviselő lett, mandátumát 1990-ig viselte. 2005-ben vált ismét politikailag aktívvá, amikor az Orbán Viktor által létrehozott Nemzeti Konzultációs Testület tagja lett.

## Díjai, elismerései
- Ybl Miklós-díj (1965, 1972)
- Állami Díj II. fokozat (1970) – A salgótarjáni városközpont rekonstrukciójáért. Megosztott díj Magyar Gézával és Szrogh Györggyel
- Pro Urbe Budapest Díj (1982)[12]
- az Amerikai Építészeti Intézet tiszteletbeli tagja (1990)
- Kossuth-díj (1996)
- Köztársasági Elnöki Aranyérem (1997)
- Magyar Művészetért díj[13] (1997)
- Steindl Imre-díj (1998)
- Deák Ferenc kutatási-díj (2007)
- Prima Primissima díj (2007)
- Magyar Művészetért díj (2007)
- Budapest díszpolgára (2009)
- Dr. Pogány Frigyes-díj (2011)
- A Magyar Érdemrend középkeresztje (2013)
- A Nemzet Művésze (2014)

## Művei

### Megvalósult épületei
- 1965. Dunaújváros, Garzonház, Club, Üzletház
- 1966. OTP Lakóház, Budapest, Thurzó u. 16.
- 1966. Társasház, Budapest, Hűvösvölgyi út 99.
- 1969. Hotel Duna InterContinental Budapest V., Apáczai Csere János u. 4.
- 1969. Salgótarján, Pécskő Áruház
- 1971. Hotel Volga Budapest (utóbb Ibis Váci út), Dózsa György út 65. (2012-ben lebontották)
- 1972. Salgótarján, Csillagházak (lakóház)
- 1974. Hotel Bratislava, Pozsony
- 1979. Hotel Voronyezs, Brno. (munkatárs: Z. Havas Anikó, Pózna Erzsébet)
- 1981. Schönherz Kollégium, Budapest, Irinyi J. u. 42.
- 1981. Hotel Forum (ma InterContinental Budapest Hotel) Budapest, Apáczai Cs. J. utca 12.
- 1982. Hotel Novotel Congress. Budapest, Alkotás u. 63–67. (munkatárs: Herrer-y M. Caesar)

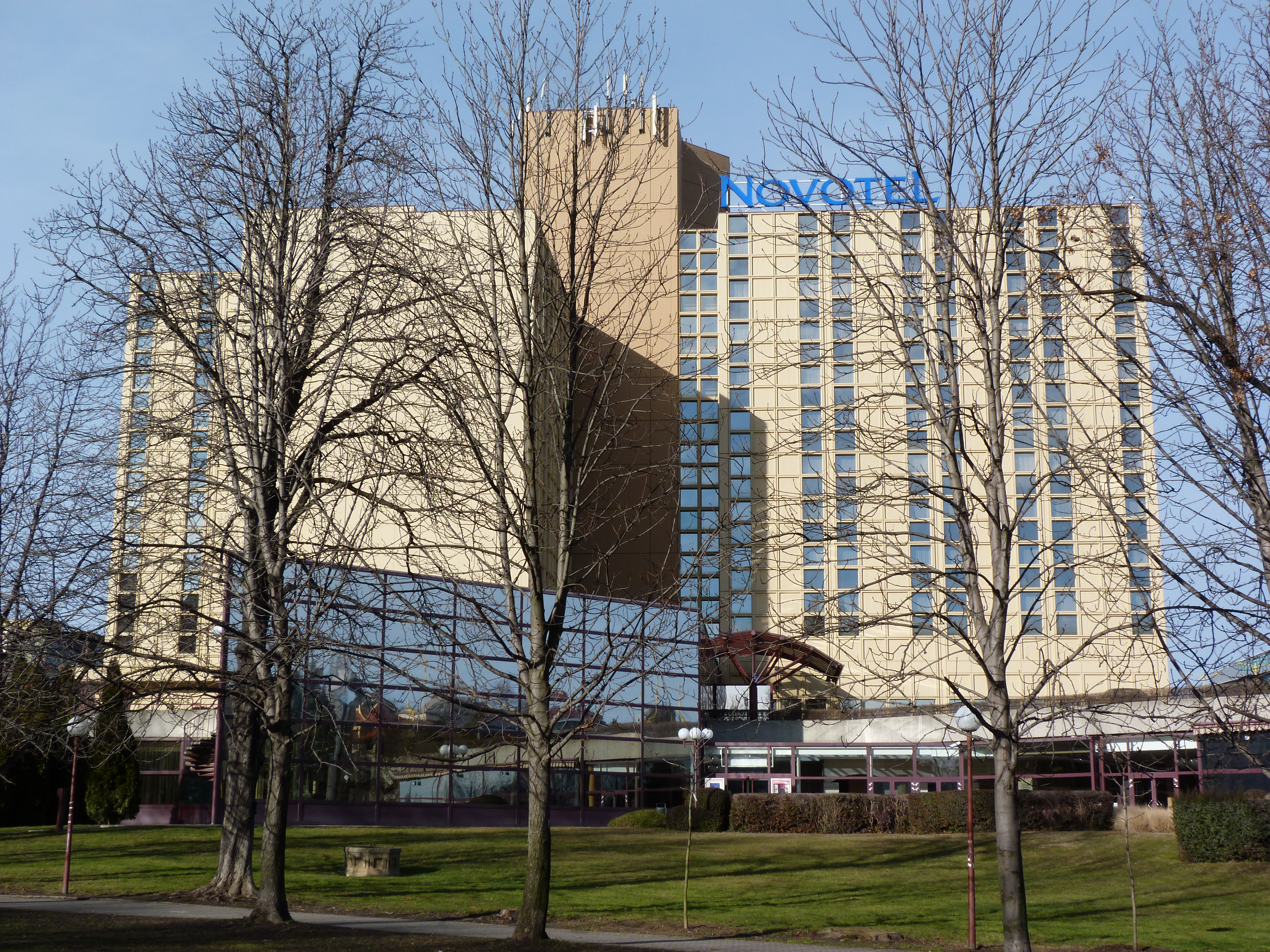
Novotel Szálloda

- 1982. Hotel Buda Penta (ma Mercure Buda), Budapest, Krisztina krt. 41.
- 1982. Central Wechsel und Creditbank, Bécs (munkatársak: Herrer-y M. Caesar, Egyed Irodával együtt)
- 1984. Családi ház a Gellért-hegyen
- 1984. Kongresszusi központ, Budapest, Alkotás u. 63–67. (munkatárs: Guczogi György)
- 1984. Hotel Hungaria, Bécs (Egyed Irodával együtt)
- 1985. Hotel Taverna (ma Mercure City Center) Budapest, Váci utca 20.
- 1985. Nemzetközi Kereskedelmi Központ, Budapest, Váci utca 19. (munkatárs: Csizmár Gyula)
- 1988. Salgótarján, Megyei Könyvtár (munkatárs: Guczogi György, Paulin Pál)
- 1990. Nemzetközi Kereskedelmi Központ, Budapest, József Attila u.
- 1990. Hotel Liget (ma Ibis Heroes Square), Budapest, Dózsa György út. 106.
- 1992. Kempinski Hotel Corvinus Budapest, Erzsébet tér 7–8. (munkatárs: Puhl Antal)
- 1993. Családi ház Palóznakon
- 1995. Bankcenter, Budapest, Szabadság tér 7. (munkatárs: Fekete Antal)
- 1997. Rendőrségi Székház, Budapest, Teve utca 4–6. (munkatársak: Plájer János, Fekete Antal, Szabó Tamás)
- 1997. Egyetemi Campus Informatikai Épület, Budapest, Pázmány sétány 2. (munkatárs: Fekete Antal)
- 1997. Vasudvar Szálló, Iroda, Üzletház (ma Millennium Court Marriott), Budapest, Pesti Barnabás u. 4.
- 1998. Református templom, Százhalombatta
- 2000. Westend City Center, Budapest, Váci út (munkatársak: Fekete Antal, Z. Havas Anikó. Peschka Alfréd)
- 2002. Szív- és Érsebészeti Klinika Cardiovascularis Centrum (munkatárs: Szabó Zsolt)
- 2005. Családi ház a Gellért-hegyen
- 2005. Esztergom, Aquasziget gyógy-, termál-, élményfürdő (munkatárs: Z. Havas Anikó)
- 2009. Hotel Aqua Palace, Esztergom, Prímás-sziget

### Tervei
- 1963. Dunaújváros, Kohászati Tervező Iroda. Elvi engedélyezési terv
- 1970. Budapest, Duna parti rendezési terv. Koncepciótervek
- 1972. Budapest, Duna-terasz tervek Koncepciótervek
- 1976. Bp., Legfelsőbb Bíróság a Nagy Imre téren. Kiviteli terv
- 1977. Salgótarján, toronyházak, nyugati városrész. Engedélyezési terv
- 1977. Fonyód, gyógyszálló. Koncepciótervek
- 1985. Budapest. Tabáni gyógyszálló. Elvi engedélyezési terv
- 1986. több évig. Novotel szálló– Kongresszusi Központ bővítése Koncepció tervek
- 1987. Debrecen, Gyógy-üdülő szálló a Nagyerdőben. Kiviteli terv
- 1989. Expo 96 Koncepcióterv
- 1990. Budapest Palatinus Szálló. Kiviteli terv
- 1990. Szálló és üzletközpont az óbudai Amfiteátrumnál. Elvi engedélyezési terv
- 1991. Bp. Szent Benedek u. ION irodaház. Engedélyezési terv
- 1992. Szlovénia Maribor irodaház. Elvi engedélyezési terv
- 1992. Bp. Penta szálló bővítése. Elvi engedélyezési terv
- 1993. Expo 96. Pesti oldal hasznosítása. Koncepcióterv
- 1994. Bp. Császárfürdő. Szálloda-uszodabővítés. Koncepcióterv
- 1995. Csáktornya, baptista templom. Engedélyezési terv
- 1995. Expo tervek: Duna parti sétány. Koncepcióterv
- 1995. Hotel Duna Intercontinental bővítés átalakítás. Elvi engedélyezési terv
- 1995. Északi és déli vízi kapuk. Elvi engedélyezési terv
- 1995. Hétház terve – Dél-Alföld. Engedélyezési terv
- Nemzeti Színház a Vörösmarty téren. Koncepcióterv
- Fontana áruház telkén iroda és áruház. Koncepcióterv
- Millenáris városrész, Kongresszusi központ. Engedélyezési terv
- Toronyházak a Váci út – Róbert Károly krt. sarkán. Engedélyezési terv
- Nyugati pályaudvar. Sínlefedés: Állatkertbővítés, közösségi épületek, Podmaniczky promenád. Koncepciótervek
- Marriott szálló melletti irodaház. Koncepcióterv

### Díjazott pályaművei
- 1958. Ózd, városközpont rendezésének pályázata (társakkal). II. díj
- 1959. Sopron Szt. Orsolya tér és bástya környéke Mesteriskolás (társakkal). II. díj
- 1960. Gyula fürdőközpont (Mesteriskolás pályázat, társakkal). I. Helyezés
- 1960. Tata, tókörnyék rendezése (Mesteriskolás pályázat) (társakkal). II. díj
- 1960. Corvin Áruház átalakítása tervpályázat (társakkal). I. díj
- 1961. Szeged, Tisza part rendezésének pályázata (társakkal). I. díj
- 1962. Eger, fürdőkörnyék rendezése (társakkal)- két pályázat. II díj és megvétel
- 1963. Szombathely városközpont rendezési pályázata (társakkal). I. díj
- 1963. A pesti Duna part rendezésének pályázata (társakkal). I. díj
- 1964. Balatongyörök rendezési pályázata (társakkal). II. díj
- 1964. Salgótarján városközpont rendezési pályázata (társakkal). I. díj
- 1964. Szentendre, szigetcsúcs rendezési pályázata (társakkal). I. díj
- 1965. Kecskemét, városközpont rendezési pályázata (társakkal). I. díj
- 1970. Zánka, úttörőváros pályázata (társakkal). II. díj
- 1971. Fonyód, fürdőközpont pályázata (társakkal). II. díj
- 1971. Szálloda a Citadellán meghívásos pályázat). II. díj
- 1971. Paneles szerkezetű szállodák pályázata (társakkal). I. díj
- 1971–72. Bp. Örs vezér tér rendezésének pályázata (meghívásos). II. díj
- 1972. Könnyűszerkezetes vendéglátó központ (társakkal). III. díj
- 1972. Szolnok városközpont rendezési pályázata (társakkal). III. díj
- 1974. Debrecen termálfürdő pályázata (társakkal). I. díj
- 1974. Legfelsőbb Bíróság meghívásos pályázata. I. díj
- 1974. Peruggia, városközpont nemzetközi pályázat (társakkal). megvétel
- 1980. Szálloda az Árpád híd budai hídfőjénél. II. díj
- 1980. SZOT szálló az Árpád híd pesti oldalánál. megvétel
- 1988. Nemzeti Színház, helykijelölési pályázat – VÁRI helyszín. I. díj
- 1988. Nemzeti Színház, helykijelölési pályázat-a Közraktáraknál (munkatárs: Guczogi György). Kiemelt megvétel
- 1994. Az 1996 évi Világkiállítás Budapesti Műszaki Egyetem ELTE fejlesztés Magyar Pavilon előhasznosítású együttese (meghívásos pályázat) Fekete Antallal és Guczogi Györggyel. Megosztott III. díj + megbízás az Informatikai. Kar tervezésére.
- 1996. A BME Építészmérnöki kar és a BME_ELTE Műszaki Tanárképző épülete (meghívásos pályázat) Fekete Antallal és Peschka Alfréddel. III. díj + megbízás a Műszaki. Tanárképző tervezésére.
- 2002. Esztergomi termál- gyógy és élményfürdő (Munkatársak: Z. Havas Anikó, Dóczé Péter) I. helyezés + megbízás a tervezésre.
- 2007. Kormány negyed (Szabó Tamás János, Dienes Szabolcs)). II. díj
- 2008. Budapest szíve /Városház/ pályázat. (Szabó Tamás, Dienes Szabolcs) Kiemelt megvétel

### Könyvei és publikációi
- 1970. Finta József: Építőkockák – épületkockák. Műhelytitkok Corvina Kiadó
- 1972. Magyar építészet 1945–70 Corvina. /Szendrői Jenő, Arnóth Lajos, Finta József, Merényi Ferenc, Nagy Elemér/ Finta J. Lakótelepek, lakóépületek 10–70. o.
- 1978. Lipták Irén: Finta József. Mai magyar művészet – sorozat. Képzőművészeti Alap Kiadó Vállalata. l.
- 1979. Finta József: Tervek-gondok–gondolatok /Mai építészetünk – Műszaki könyvkiadó
- 1984. Doktori értekezés tézisei: Tervezési elveim
- 1989. Mérnök vagyok /OMIK Építészet Csonka Pál, Szabó János, Finta József, Zádor Mihály, Ágostházy László/ Finta J. A mívelt szakma és kísérője. 95–106. o.
- 1990. Akadémiai székfoglaló: A funkció társkert esései. Szerződéseim Budapesttel. 1986
- 1994. Gerő László 85. születésnapjára. Tanulmányok Finta József: Franciaországi vázlatok. 497–511. old.
- 1997. Finta József műhelye. Mundus Kiadó
- 1998. Könyv az építészetről – Finta József 197–275. o. JPTE University Press Kiadó
- 2000. Finta József: Rajzos-könyv. Úti emlékek 1967–1999
- 2001. Építés-építéstudomány. Akadémiai Kiadó XXIX/1–2. sz. Gábor László emlékülés. Finta József: Gábor László hatása a jelenkori magyar építészetre. 43–46. old.
- 2004. Várad Irodalom, művészet, társadalom 2004/5. sz. Finta József: Rendetlenség az építészetben (88-92. o.)
- 2005. MTA. Stratégiai tanulmányok Magyarország az ezredfordulón. Épített jövőnk Szerkesztette: Finta József, Bevezető: Épített jövő-bevezető kérdőjelekkel /7–29/
- 2005. Alaprajz. 12/2. Finta és WGA – levélváltás izéről és izélgetésről. 12–13. old.
- 2005. MTA. Alpár Ignác tudományos konferencia elhangzott előadásainak szerkesztett szövege. Dr.Finta József: Alpár Ignác életművének tanulságai. 6–8. old.
- 2005. Finta József: Három város, Velence, Firenze, Róma. Kairosz kiadó
- 2005. Finta József: Az én Kalotaszegem. Püski kiadó
- 2006. Alaprajz 13/2 sz. Csanády Pál: Játékok, Lövések, feljelentések. Interjú építészetről, politikáról Finta Józseffel
- 2006. Közterületeink arculata és a társművészetek. A támogatási struktúra helyzete. Konferencia a Magyar Képző és Iparművészek székházában. Kiadvány. Finta József: Az épített világ felborult rendje. 7–9 o.
- 2007. Történelmi város és a kortárs művészet, vizuális művészet és mecenatúra Konferencia a Magyar Képző és Iparművészek székházában. Kiadvány. Finta József: A kortárs építész gondolatai a változó városképről
- 2007. Építés – építészettudomány 35. kötet. Repertórium /1957-2007/Finta József: Az Építés- Építészettudomány ötven évéhez, avagy építészetünk szellemtörténete
- 2007. Heti Válasz VII: 47. szám. Skultéti Tamás: Eldobható világ /Finta József 38–39. o.
- 2007. Új Magyar Építőművészet 2007/6. Füstbement tervek 58. o.
- 2008. Elárvult Szabadság /Harmadik évezred sorozat/ Finta József: Elárvult /eladott/ szabadságunk 121–124 o.
- 2008. Hankiss Elemér – Heltai Péter: Magyarország le is út-fel is út /Mi lenne, ha máról holnapra eltűnne? Kiadó: Médiavilág kft. Finta József: Mi lennénk a felelősek 74–77. o.
- 2008. OKTOGON Bosszantó gyávaság Finta József építésszel Szépvölgyi Viktória beszélget. 2008/1. 57–62. o.
- 2008. H.O.M.E. 2008. 7–8. sz. „Szálló igék” 124–126. o.
- 2008. Kiáltás /Harmadik évezred sorozat/ Finta József
- Élet – rajz. Úti rajzok, építészeti rajzok, karikatúrák, versek; Kossuth, Bp., 2010
- Vadász György–Finta József: Versek, rajzok, 2011; Everengine Kft., Bp., 2011
- Szabad kézzel; MMA, Bp., 2014
- Valahonnan valahová. Versek, a szerző rajzaival; Széphalom Könyvműhely, Bp., 2015

### Kiállításai
- 1986. Építészet-belsőépítészet műhelymunka – Fényes Adolf terem (Finta József – Herrer Y. M. Caesear – Király József)
- 1987. Rajzkiállítás – Tápiószele – Blaskovich Múzeum
- 1987. Rajzkiállítás – Cegléd
- 1988. Erdély kövei – Magyar Építőművészek Szövetsége
- 1989. Maribor, építészeti fotó kiállítás és előadás
- 1989. Delfti /Hollandia/ Egyetem kiállítás és előadás
- 1993. Magyar Szépmíves Társaság, csoportos kiállítása
- 1994. Útirajzok Kiállítás a százhalombattai Matrica Múzeumban
- 1995. Kiállítás a Kempinski Galériában
- 1995. Kiállítás a szentendrei Effekt D Stúdióban
- 1998. Építész grafikai kiállítás a szegedi Móra Ferenc Múzeumban
- 2001. Párizs – Salpetrie Sant Louis kápolna. Építészek képzőművészeti alkotása Nemzetközi kiállítás /Ligne et Couleur/
- 2004–2007. Gondolat – Vonal Rajz, Magyar Művészeti Akadémia csoportos vándorkiállítása
- 2005. Erdélytől Rómáig, útirajzok, Hegyvidéki Galéria
- 2005. Építészeti kiállítás, Magyar Építőművészek Szöv. Finta József – Finta Stúdió
- 2006. Építészeti kiállítás a Bank Centerben. Finta József – Finta Stúdió
- 2007. Thurzó Építész Galéria – SZINTEREIM c. grafikai kiállítás
- 2007. Három szép utazásom (Párizs, Cefalù, Barcelona), Magyar Építőművészek Szövetsége. Grafikai kiállítás

## Képgaléria

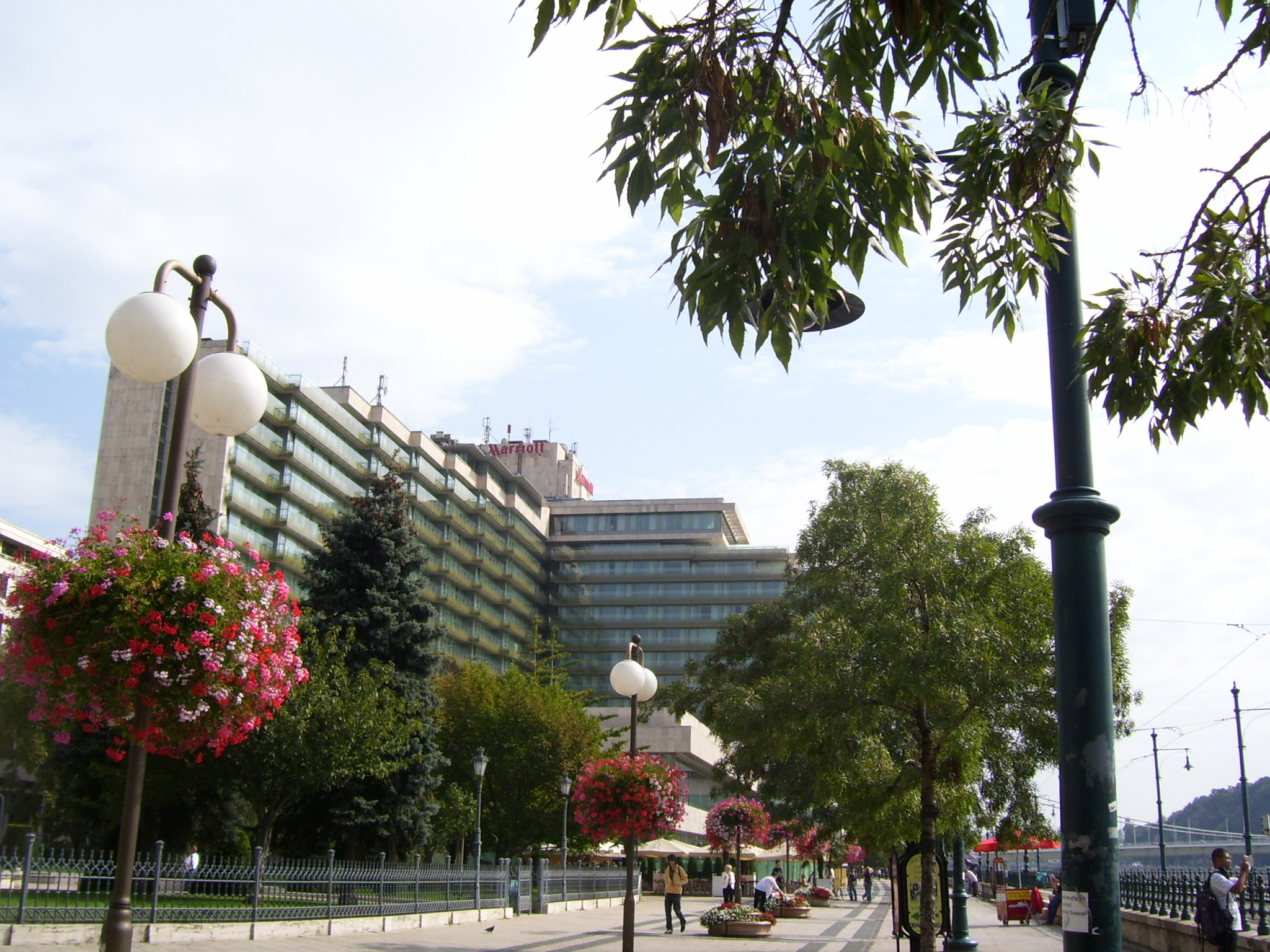
Hotel Duna InterContinental, Bp., 1966–1969 (ma: Budapest Marriott Hotel)
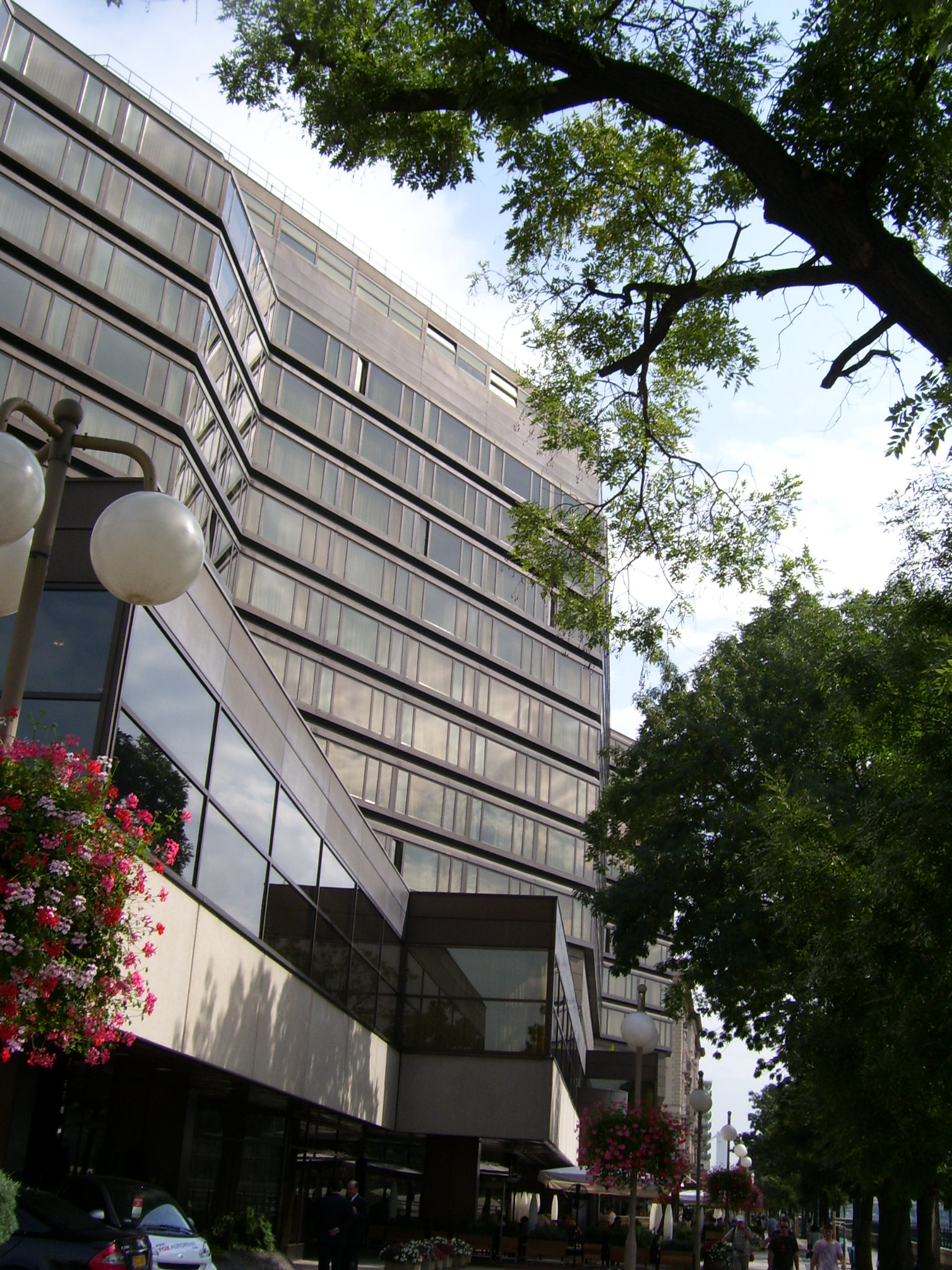
Hotel Fórum (ma: InterContinental Budapest Hotel), 1981
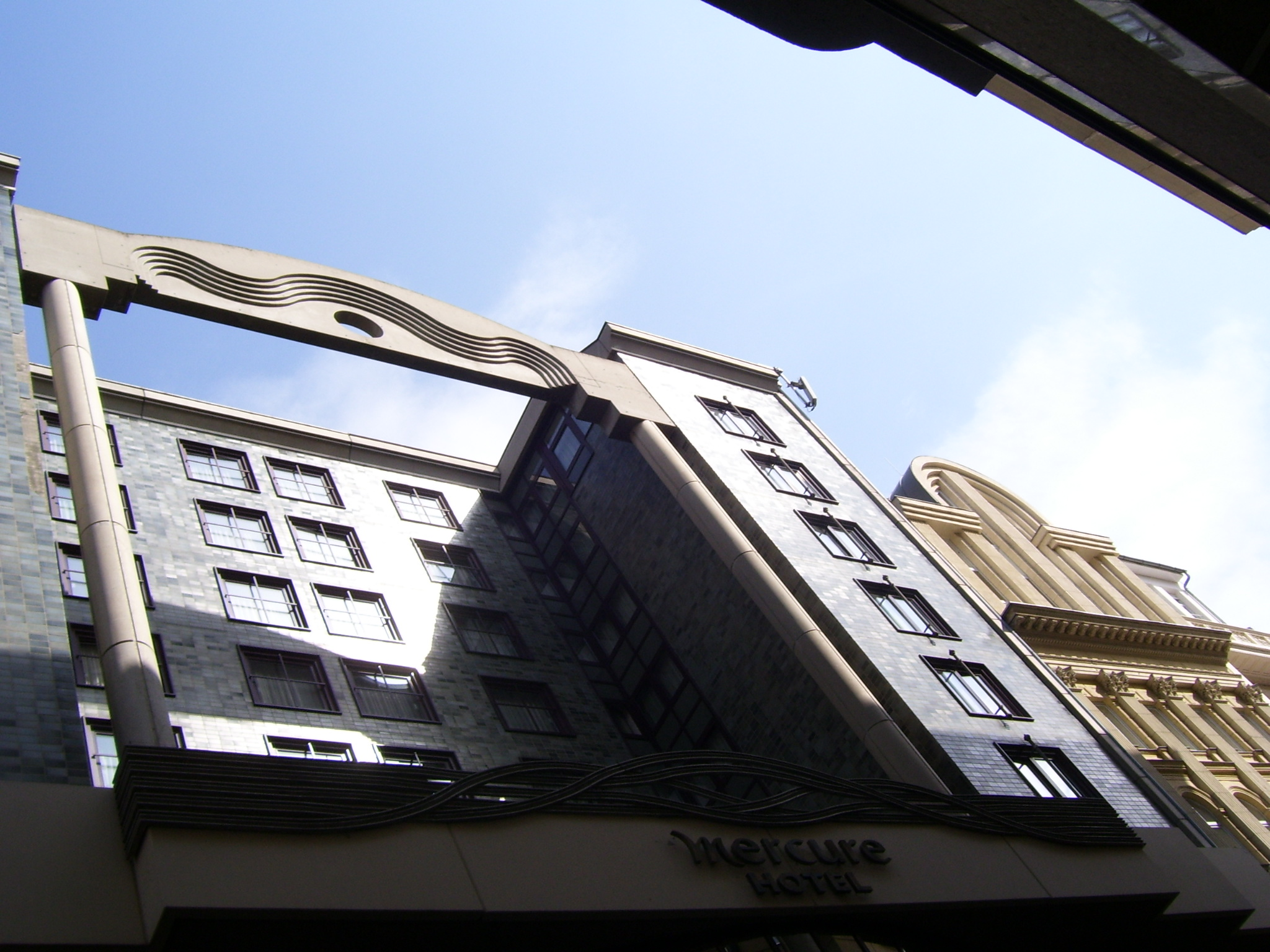
Hotel Taverna, Bp. V., Váci u. 10. (részlet)
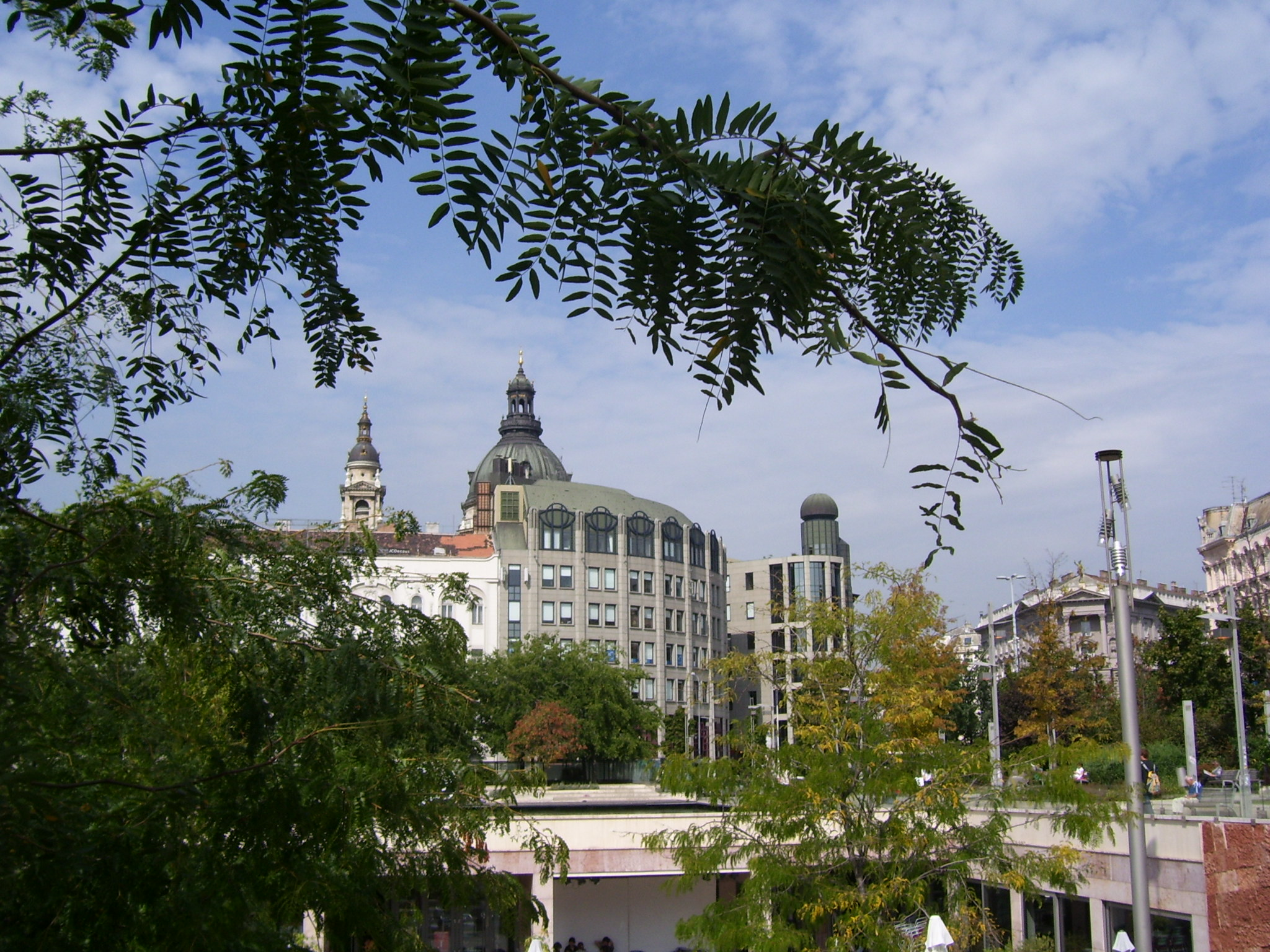
Nemzetközi Kereskedelmi Központ, Bp., 1990
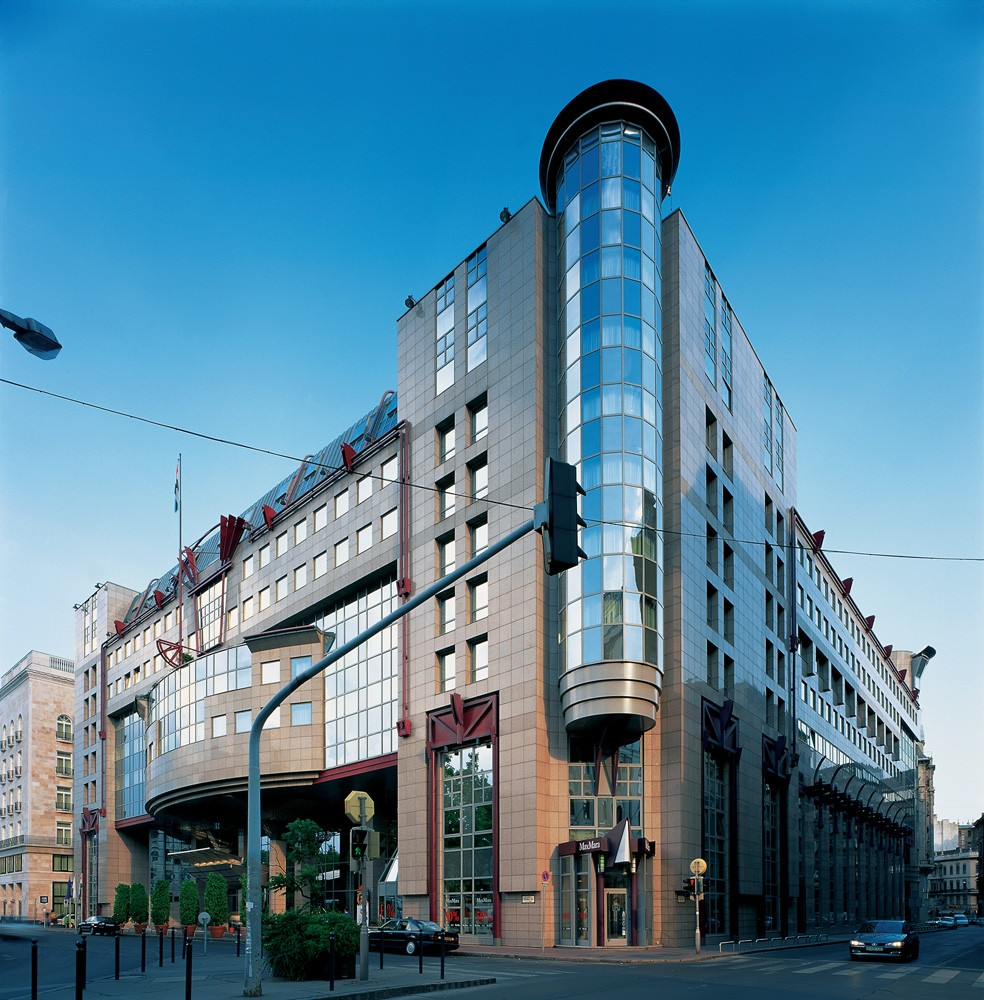
Kempinski Hotel Corvinus, Budapest, 1990*
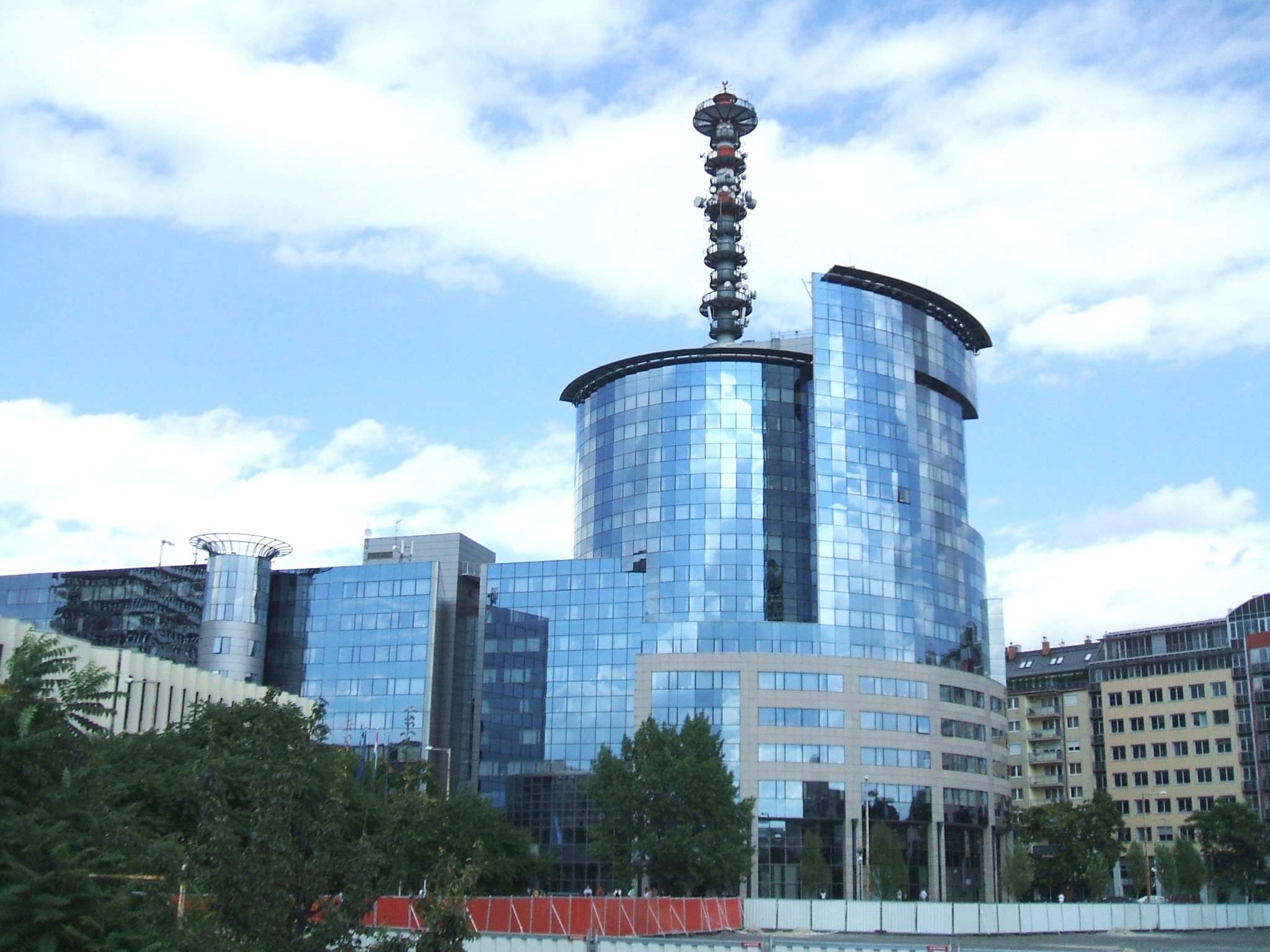
ORFK-BRFK épület, Budapest, 1997*
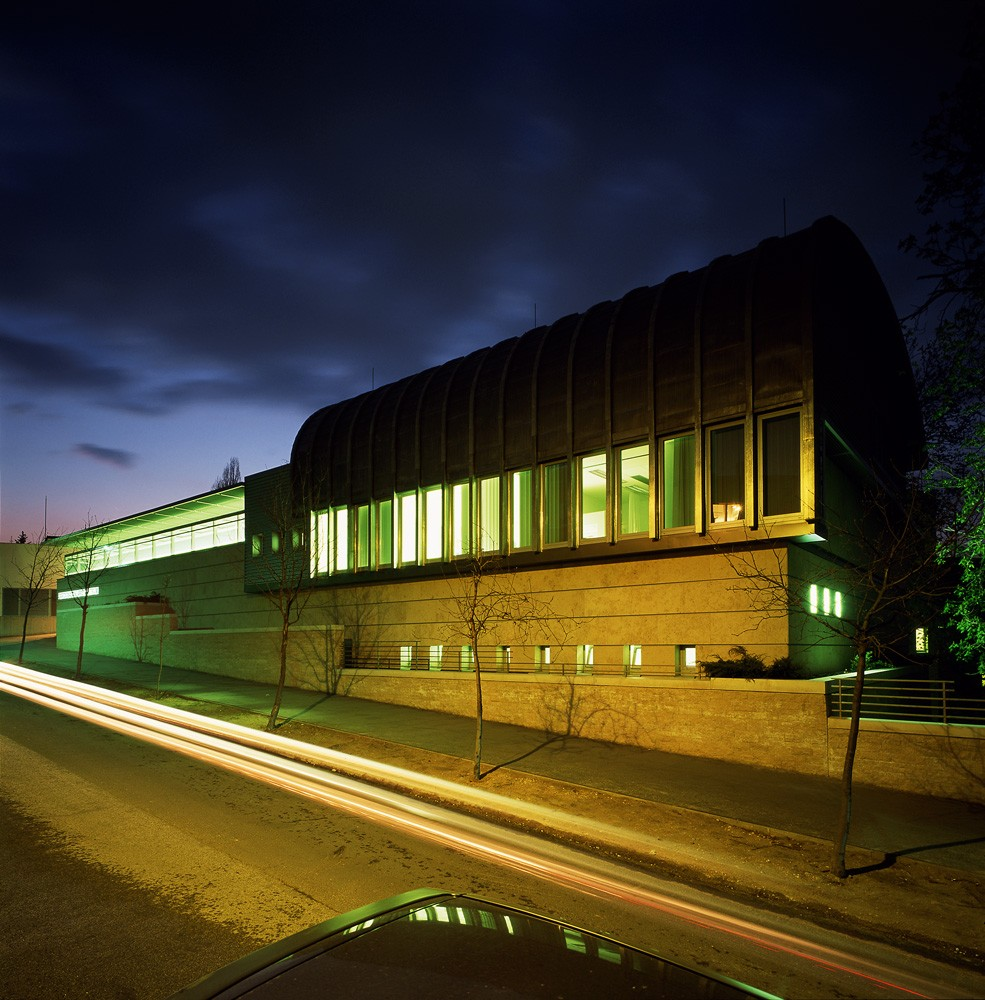
Cardiovascularis Központ. Budapest. 2003*
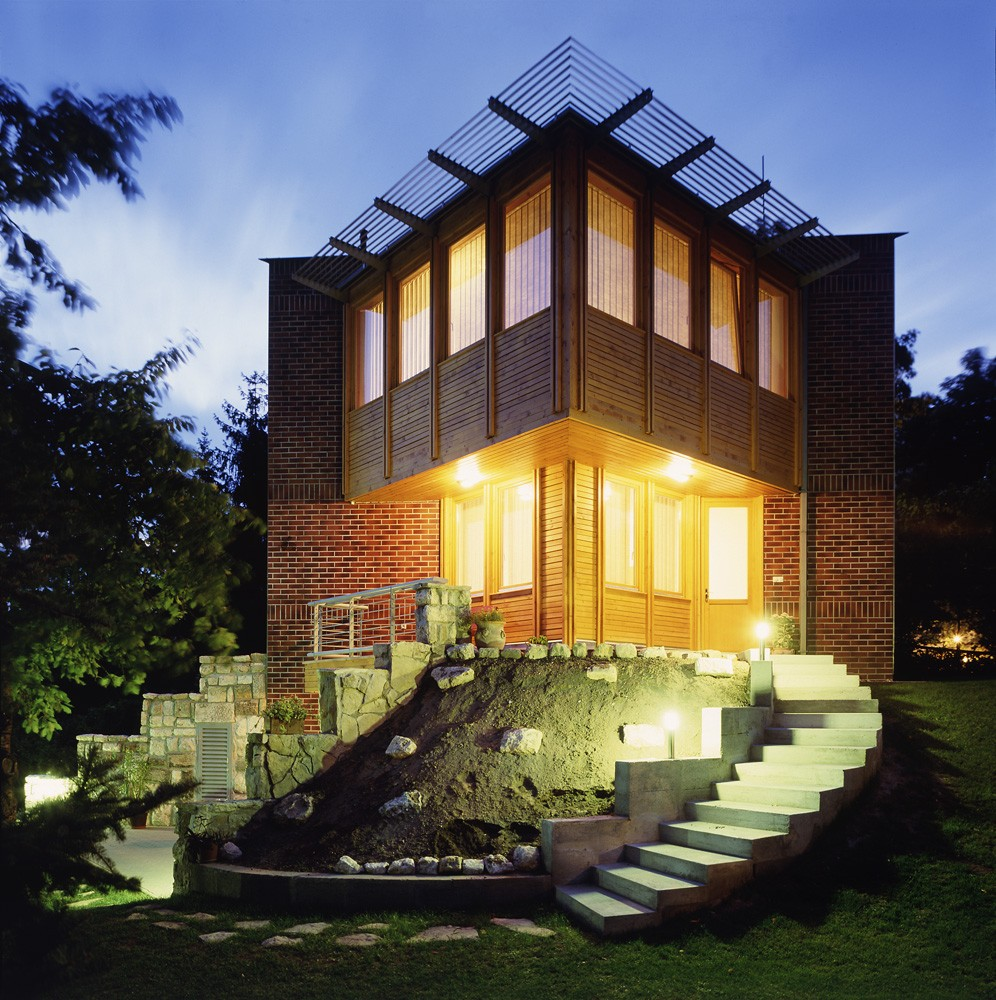
Lakóház a Rezeda utcában*
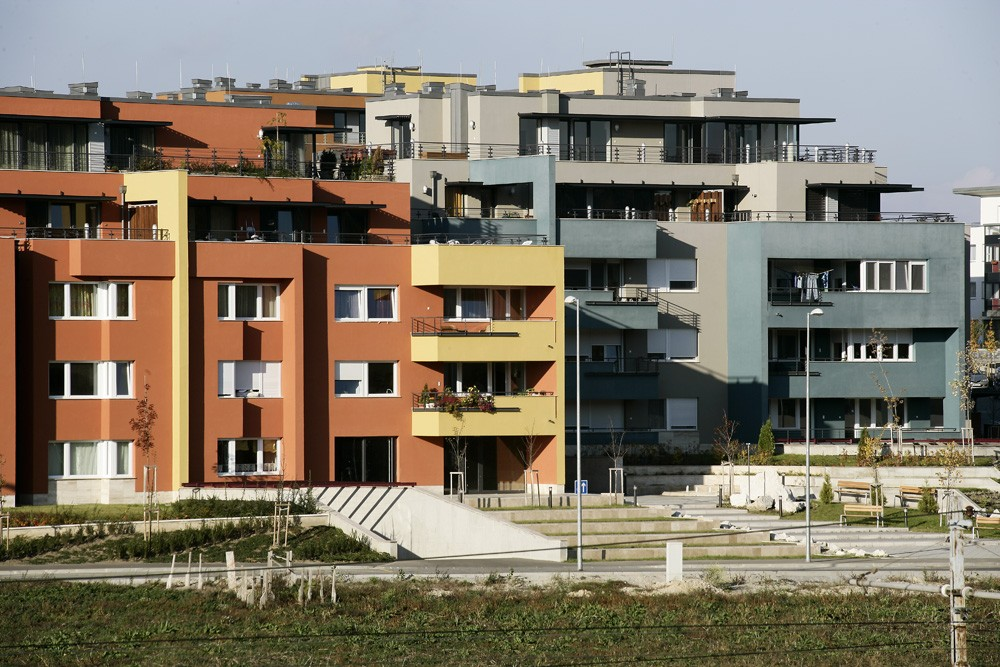
Kőérberek – Budapest. lakópark I. ütem. 2005*
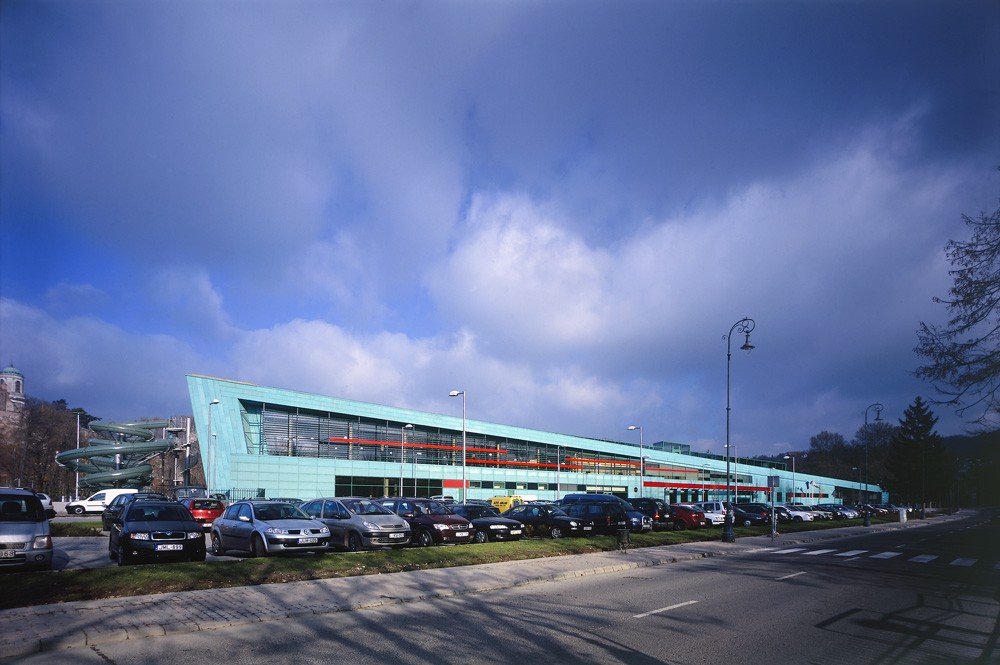
Esztergom-Aquasziget. Termálfürdő 2005*